# Montaillé
Montaillé település Franciaországban, Sarthe megyében. Lakosainak száma 517 fő (2022. január 1.). Montaillé Semur-en-Vallon, Conflans-sur-Anille, Coudrecieux, Écorpain, Saint-Calais és Sainte-Cérotte községekkel határos.

## Népesség
A település népességének változása:
| Lakosok száma | 579  | 553  | 559  | 543  | 529  | 521  | 512  | 510  | 517  |
|               | 2013 | 2015 | 2016 | 2017 | 2018 | 2019 | 2020 | 2021 | 2022 |